# Ingenieursbureau W.C. en K. de Wit

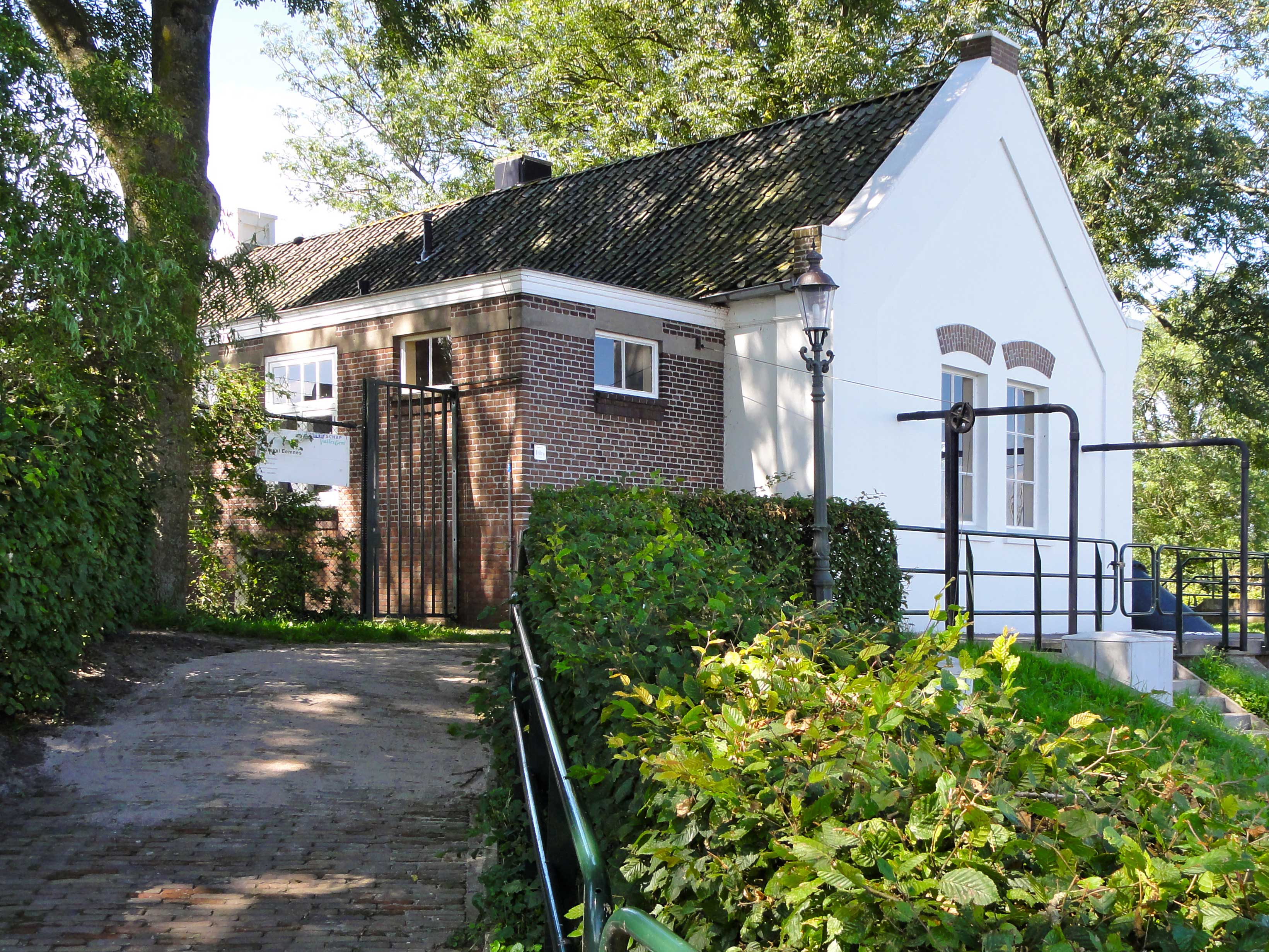
Het gebouw van gemaal Eemnes, ontworpen door Ingenieursbureau W.C. en K. De Wit

Het Ingenieursbureau W.C. en K. De Wit werd omstreeks 1870 in Amsterdam opgericht door de broers Willem Christiaan en Klaas de Wit.

## Geschiedenis
De in Alkmaar geboren broers Willem Christiaan (1820-1884) en Klaas de Wit (1818-1893) - zonen van Dirk de Wit en Geertruijda Cornelia van den Burgh - verhuisden met hun ouderlijk gezin naar Amsterdam. Beide broers werden ingenieur en besloten rond 1870 gezamenlijk een ingenieursbureau in Amsterdam op te richten.
Het bureau specialiseerde zich in de bouw van stoomgemalen. Het bureau zorgde voor de plaatsing van 129 stoomgemalen voornamelijk voor de polders in Noord- en Zuid-Holland, maar ook daar buiten en in het buitenland. Voor deze gemalen deed het bureau veel werk, het berekende de benodigde maalcapaciteit, gaf advies over de installaties zoals machines en pompen, maakte technische tekeningen, stelde een kostenoverzicht op, legde contact met diverse leveranciers en stelde bouwopzichters aan. Voor deze werkzaamheden kreeg het bureau als vergoeding een percentage van de totale bouwkosten.
Na het overlijden van de beide broers bleef het bureau onder de naam Ingenieursbureau W.C. en K. De Wit actief. Rond 1920 stapte het bureau over van het ontwerpen van stoomgemalen naar het ontwerpen van elektrisch aangedreven gemalen. In die tijd ontwikkelde het bureau het plan voor de elektrische bemaling van de Schermer, dat ook onder leiding van het bureau in 1928 werd gerealiseerd, ondanks verzet van organisaties als de Vereniging tot Behoud van Molens in Nederland.
Het is niet precies bekend wanneer het Ingenieursbureau W.C. en K. de Wit werd opgeheven. In ieder geval was het in 1968 nog actief.

## Archief
Het Noord-Hollands Archief in Haarlem heeft een uitgebreid archief van het ingenieursbureau in de collectie. Er zijn 21 meter documenten beschikbaar over de periode 1867-1966 en verder ruim 3000 documenten in de beeldbank.